# 1778年の相撲
1778年の相撲（1778ねんのすもう）は、1778年の相撲関係のできごとについて述べる。

## 本場所など
- 3月場所（江戸相撲）[1]
  - 興行場所:深川八幡宮境内
  - 4月24日（旧3月27日）より晴天10日間興行
- 7月場所（京都相撲）[1]
  - 興行場所:二条川東
- 11月場所（江戸相撲）[2]
  - 興行場所:深川八幡宮境内
  - 12月25日（旧11月7日）より晴天10日間興行
- 他、大坂相撲本場所（難波新地）、名古屋相撲本場所が開催されている[1]。